# 宮崎美子のみんながほっと介護保険
『宮崎美子のみんながほっと介護保険』（みやざきよしこのみんながほっとかいごほけん）は、広島県に本社を置く中国放送(RCC)の制作により、JRN各局（大阪地区は朝日放送がネット局）で放送された、国民健康保険中央会提供・厚生省協力のラジオ番組。2000年に3ヶ月、2001年に半年、2003年に3ヶ月放送された。

## 概要
パーソナリティは女優の宮崎美子。
毎回、前半は様々なゲストを迎えて送る介護保険についてのトーク、後半は「介護保険Q&A」（介護保険の関する質問コーナー）と言う形で構成されていた。
2005年と2006年には介護保険制度の改正の時期に、不定期単発番組として「みんないきいき宮崎美子の介護保険」というタイトルで放送された。

## ネット局
- 中国放送（制作局）
- 北海道放送
- 青森放送
- IBC岩手放送
- 東北放送
- 秋田放送
- 山形放送
- ラジオ福島
- TBSラジオ
- 新潟放送
- 信越放送
- 山梨放送
- 静岡放送
- 北日本放送
- 北陸放送
- 福井放送
- 中部日本放送
- 朝日放送
- 和歌山放送
- 山陰放送
- 山陽放送
- 山口放送
- 四国放送
- 南海放送
- 西日本放送
- 高知放送
- RKB毎日放送
- 長崎放送
- 大分放送
- 熊本放送
- 宮崎放送
- 南日本放送
- 琉球放送